# 문경 존도리의 소나무
문경 존도리의 소나무는 대한민국 경상북도 문경시 산양면 존도리에 있던 소나무이다. 2000년 10월 13일 대한민국의 천연기념물 제425호로 지정되었으나, 노거수인 소나무가 고사하여 국가지정문화재로서의 가치를 상실함에 따라 2006년 8월 7일 지정이 해제되었다.

## 개요
문경 존도리의 소나무의 수령은 500여 년, 규모는 수고 7.3m, 가슴높이둘레 2.53m, 수관폭 22.2m이며 특이한 수형을 가진 노거수로 2000년 10월13일 천연기념물로 지정됐다.
문경 존도리의 소나무의 수세약화와 고사의 주요 원인은 오래전에 이뤄진 것으로 추정되는 소나무 주변의 흙덮기(복토), 배수불량과 그 후 소나무좀 등 병충해에 의한 2차 피해를 받은 것으로 밝혀졌다.
문화재청은 문경 존도리의 소나무가 간직하고 있는 역사성과 지역주민들의 애환을 함께 담아 2006년 12월 개관 예정인 대전 소재 '천연기념물 보호연구센터'에 전시자료로 활용할 계획이라고 밝혔다.